# Prestonsburg
Prestonsburg är en stad (city) och administrativ huvudort (county seat) i Floyd County i delstaten Kentucky, USA. 2010 hade staden 3 255 invånare.